# Димитър Мантов
 Тази статия е за българския писател.  За кмета на Русе вижте Димитър Мантов (кмет на Русе).  
Димитър Мантов е български писател: приключенски и исторически романист, биограф, очеркист, разказвач.

## Биография
Роден е на 13 октомври 1930 г. в с. Босилковци, Русенска област в семейство на учители. Основно образование получава в родното си село. Завършва гимназия в град Полски Тръмбеш. Като ученик редактира младежките литературни списания „Млад творец“ (1945 -1946) в Полски Тръмбеш и „Пролет“ (1947). Завършва Софийския университет „Св. Климент Охридски“ и първоначално работи като юрист, а впоследствие като журналист и редактор в издателство „Народна младеж“ и в Центъра за литературна информация. Автор е на сценариите на документалните филми „Старите ръкописи“, „Балканската война“, „Алеко Константинов“. Умира на 28 юли 2008 г.

## Творчество
Автор е предимно на исторически романи, както и на няколко приключенски романа.

### Романи
- Калоян, цар на българите (1958)
- Иван Асен II, цар и самодържец (1960)
- Каменно гнездо (1966)
- Големият ден (1966)
- Хайдушка кръв (1969)
- Зла земя (1970)
- Дяволската въртележка (1971)
- Лудите глави (1972)
- Хан Крум (1973)
- Ювиги хан Омуртаг (1974)
- Зъбато слънце (1975)
- Червен календар (1976)
- Аулите на хан Омуртаг (1976)
- Албигойска легенда (1977)
- Княз Борис I (1978)
- Царпетрово време (1981)
- Ястребът (1981)
- Знак върху камък (1982)
- Ветровете оставят следи (1982)
- Големият поход (1983)
- Южнобългарска хроника (1985)
- Хайдут Велко (1985)
- Виа мала (1985)
- Вълчановият мост (1987)
- Хайдути шетат по море (1988)
- Денят на изкуплението (1988)
- Размирна година (1990)
- Абагар и вещиците (1999)
- Нощ в Кабиле (2000)
- Невидимото въже

### Романизирани биографии
- Щастливецът (за Алеко Константинов) (1963)
- Пенчо Славейков (последните дни на поета) (1969)
- Родолюбецът (Христо Г. Данов) (1969)

### Разкази
- Цената на мълчанието (1962)
- Стъпалата на надеждата (1971)

### Исторически очерци
- Кон до коня, юнак до юнака (1962)
- Вятър ечи, Балкан стене (1963)
- Старопрестолни градове (1973)

Пише още историческите очерци от библиотека „Бащино огнище“ – „Свищов“ (1962), „Елена“ (1964), „Лясковец“ (1965) и „Несебър“ (1965), както и книгата за деца „Приказки за празници“ (2005).